# Pinelema strentarsi
Espèce
Synonymes
- Telema strentarsi Lin & Li, 2010

Pinelema strentarsi est une espèce d'araignées aranéomorphes de la famille des Telemidae.

## Distribution
Cette espèce est endémique du Guangxi en Chine,. Elle se rencontre dans la grotte Huangniu dans le xian autonome yao de Dahua à Hechi.

## Description
Le mâle holotype mesure 1,60 mm et la femelle paratype 1,75 mm.

## Publication originale
- Lin & Li, 2010 : Long-legged cave spiders (Araneae, Telemidae) from Yunnan-Guizhou plateau, southwestern China. Zootaxa, no 2445, p. 1-34.